# Judiciary Square
Judiciary Square è una stazione della metropolitana di Washington, situata sulla linea rossa. Si trova a tra la 4° e la 5° strada e tra D Street ed E Street, e serve i numerosi tribunali ed edifici governativi dell'area.
È stata inaugurata il 27 marzo 1976, contestualmente all'apertura del primo tratto della linea.
La stazione è servita da autobus del sistema Metrobus (anch'esso gestito dalla WMATA).